# Bő
Bő (chorvatsky Biba) je obec v župě Vas, v okresu Sárvár v Maďarsku. Rozloha obce je 10,65 km² a v lednu 2013 zde žilo 707 obyvatel.

## Poloha
Obec se nachází v nadmořské výšce 165 m a podél jejího jižního okraje protéká řeka Répce. Sousedními obcemi jsou Bük, Gór, Chernelházadamonya, Lócs, Mesterháza a Sajtoskál.

## Historie

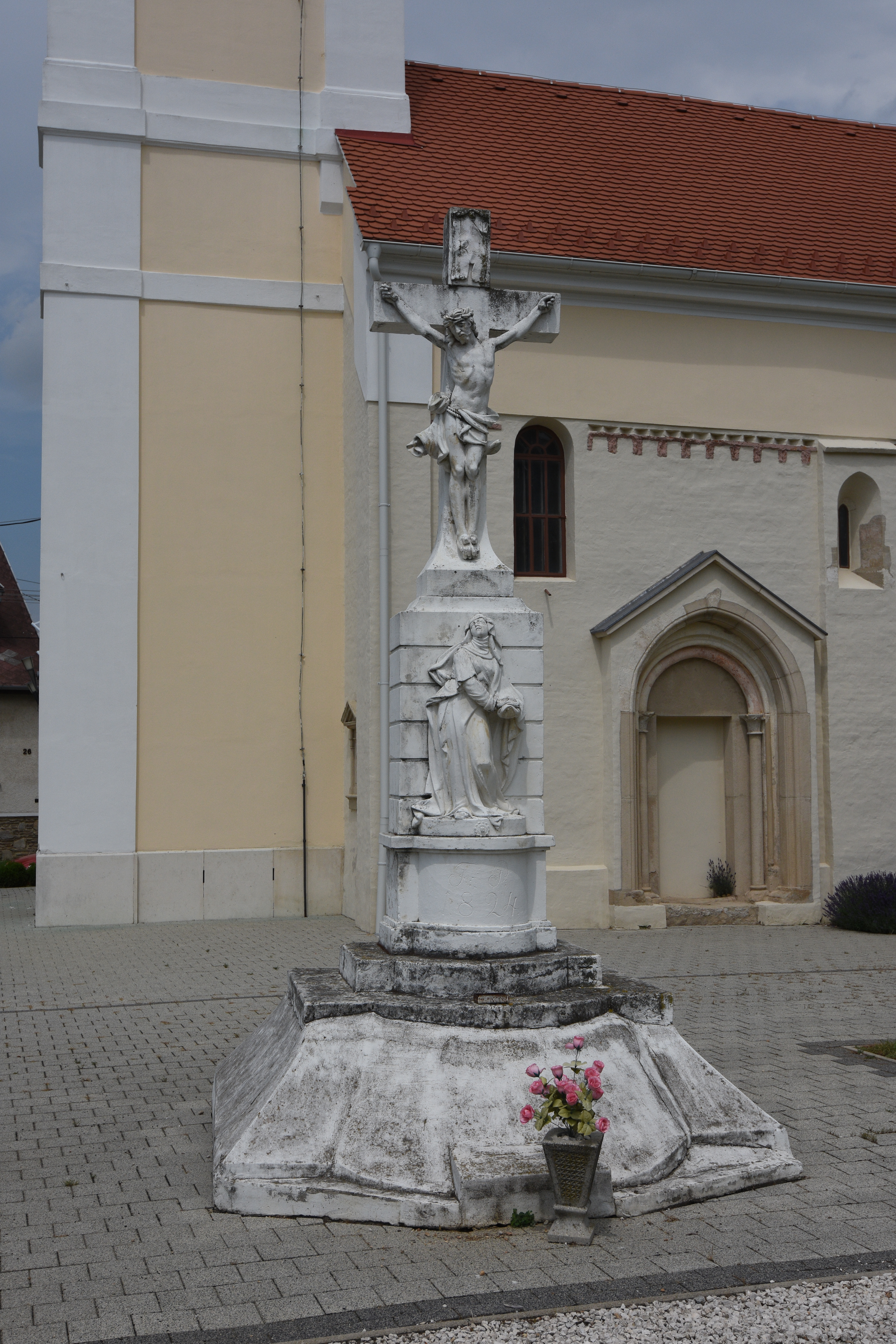
Krucifix a románský portál kostela

Okolí obce bylo podle ojedinělého nálezu kamenného nástroje osídleno již v pravěku (je uložen ve sbírce muzea v Šoproni. Souvislé osídlení se datuje až od raného středověku, kdy se osada označovala názvem Bö tureckého původu. První písemná zmínka o vesnici je uvedena v listině z roku 1239 ve formě Beu. Tehdejší majitel obce Miklós, syna Szatmára z rodu Oslo, daroval toho roku své statky řádu templářů. Později se tato donace stala předmětem sporu, ale král v soudním řízení rozhodl ve prospěch templářů. Rytíři zde založili dvůr s kostelem. V roce 1265 byla ves v listině nazvána Buu.

## Památky
- Římskokatolický kostel svatého Emericha (Szent Imre) stojí uprostřed obce. Původně románská jednolodní stavba s okrouhlým závěrem byla zpustošena osmanskými Turky a ruina poté zůstala pustá až do pozdního 17. století. V roce 1747 byl kostel přestavěn v barokním slohu a v roce 1834 byla v klasicistním slohu přestavěna jeho věž. Z románské stavby se dochovaly obvodové zdi a jižní vstupní portál. Interiér má zařízení z 19. století, na hlavním oltáři je obraz Panny Marie s Ježíškem, uctívané uherskými patrony.
- Památník obětem první a druhé světové války

### Sochy
- Krucifix s bolestnou Pannou Marií u paty kříže (1824)
- Pieta přenesena roku 1914 z Lipót Hildu
- Socha sv. Jana Nepomuckého

## Sport
- V roce 2011 byla ze sousední lázeňské obce Bük postavena do Bő cyklistická stezka dlouhá 3128 metrů.

## Zajímavost
- Bő má společně s vesnicemi Ág, Őr a Sé nejkratší název v Maďarsku.